# 坂本毅
坂本 毅（さかもと たかし）は 秋田県仙北郡出身の日本の競輪選手。日本競輪選手会青森支部所属（秋田県登録）。

## 経歴
秋田県立大曲工業高等学校卒業。高校時代は陸上部に所属し、主に中距離を得意としていた。
日本競輪学校（当時）第77期生。